# Schefflera eucaudata
Schefflera eucaudata är en araliaväxtart som beskrevs av Elmer Drew Merrill. Schefflera eucaudata ingår i släktet Schefflera och familjen araliaväxter. Inga underarter finns listade.